# Живая
Жи́вая (хорв. Živaja) — село в республике Хорватия, в жупании Сисак-Мославина в составе общины Хрватска-Дубица. Расположено в 8 км к северу от границы с Боснией и Герцеговиной, на автодороге D224. Железнодорожная станция на линии Загреб — Хрватска-Дубица (граница с Боснией). Расположено в междуречье рек Уна и Сава.

## История
Впервые упомянуто в 1687 году.
Население согласно переписи 2011 года составляло 309 человек.